# Thomas Green
Thomas William Green (Fareham, Hampshire, 30 de marzo de 1894 - Eastleight, Hampshire, 29 de marzo de 1975) fue un atleta inglés especializado en Marcha atlética.
Ganó la medalla de oro en los Juegos Olímpicos de 1932 en Los Ángeles en los 50 km marcha con una marca de 4 horas 50 minutos y 10 segundos, seguido por el letón Jānis Dāliņš y por el italiano Ugo Frigerio.